# Nycteola kebea
Nycteola kebea är en fjärilsart som beskrevs av Bethune-Baker 1906. Nycteola kebea ingår i släktet Nycteola och familjen trågspinnare. Inga underarter finns listade i Catalogue of Life.